# Caligo brasiliensis
Caligo brasiliensis é uma espécie de borboleta da tribo Brassolini.

## Características
Elas vivem em média 29 dias em cativeiro e chegam a viver até três meses.